# Currie Cup First Division
La Currie Cup First Division es el campeonato nacional de segunda división de rugby en Sudáfrica, organizado por la Unión Sudafricana de Rugby (SARU).
La primera edición tuvo lugar en 2000.
No es un torneo entre clubes, sino entre equipos representativos de provincias. 
Anualmente el equipo campeón de la categoría disputa un partido de repechaje frente al último puesto de la Premier División, el ganador de ese puesto obtiene un lugar en la siguiente temporada de la prestigiosa Premier División de la Currie Cup.

## Historia
La primera edición se disputó el año 2000, cuando el histórico equipo, Blue Bulls, participó por primera y única vez en la competencia obteniendo el título de la competición.
En 2019, luego de largas gestiones se incorpora el equipo argentino Jaguares XV, quienes obtuvieron de manera invicta el título de la competición en su primera participación.
Durante la historia de la competición han participado equipos de España, Georgia, Kenia, Zimbabue, Namibia y Argentina.

## First Division
| Temporada | Campeón                | Resultado     | Finalista                  |
| --------- | ---------------------- | ------------- | -------------------------- |
| 2000      | Blue Bulls             | 41–20         | Eastern Province           |
| 2001      | Boland Cavaliers       | 41–27         | Leopards                   |
| 2002      | SWD Eagles             | 29–20         | Border Bulldogs            |
| 2003      | Boland Cavaliers       | 27–25         | Leopards                   |
| 2004      | Boland Cavaliers       | 23–22         | Border Bulldogs            |
| 2005      | Pumas                  | 25–16         | Valke                      |
| 2006      | Boland Cavaliers       | 37–13         | Leopards                   |
| 2007      | SWD Eagles             | 38–3          | Eastern Province           |
| 2008      | Griffons               | 31–26         | Leopards                   |
| 2009      | Pumas                  | 47–19         | SWD Eagles                 |
| 2010      | Eastern Province Kings | 16–12         | SWD Eagles                 |
| 2011      | Boland Cavaliers       | 42–12         | Eastern Province Kings     |
| 2012      | Eastern Province Kings | 26–25         | Pumas                      |
| 2013      | Pumas                  | 53–30         | Eastern Province Kings     |
| 2014      | Griffons               | 23–21         | Valke                      |
| 2015      | Leopards               | 44–20         | SWD Eagles                 |
| 2016      | Griffons               | 44–25         | Leopards                   |
| 2017      | Griffons               | 60–36         | Leopards                   |
| 2018      | SWD Eagles             | 36–27         | Valke                      |
| 2019      | Jaguares XV            | 27-13         | Griffons                   |
| 2021      | Leopards               | 19–18         | Griffons                   |
| 2022      | Griffons               | 45–16         | Eastern Province Elephants |
| 2023      | Boland Cavaliers       | 43–21         | Falcons                    |
| 2024      | Boland Cavaliers       | 27–27 (5T-4T) | Eastern Province Elephants |
| 2025      | En disputa             | En disputa    | En disputa                 |

## Títulos por equipo
| Club                       | Campeón | Temporadas                                |
| -------------------------- | ------- | ----------------------------------------- |
| Boland Cavaliers           | 7       | 2001, 2003, 2004, 2006, 2011, 2023 y 2024 |
| Griffons                   | 5       | 2008, 2014, 2016, 2017 y 2022             |
| SWD Eagles                 | 3       | 2002, 2007 y 2018                         |
| Pumas                      | 3       | 2005, 2009 y 2013                         |
| Eastern Province Elephants | 2       | 2010 y 2012                               |
| Leopards                   | 2       | 2015 y 2021                               |
| Blue Bulls                 | 1       | 2000                                      |
| Jaguares XV                | 1       | 2019                                      |